# Grande Prêmio da Bélgica de 1998
Resultados do Grande Prêmio da Bélgica de Fórmula 1 realizado em Spa-Francorchamps em 30 de agosto de 1998. Décima terceira etapa da temporada, nele aconteceu a última vitória do britânico Damon Hill e a primeira da equipe Jordan-Mugen/Honda, a qual fez dobradinha graças ao segundo lugar de Ralf Schumacher com Jean Alesi em terceiro pela Sauber-Petronas no derradeiro pódio do veterano francês.
Ficou marcado também pelo acidente que impediu Michael Schumacher de ser líder do campeonato, pois Mika Häkkinen não completou a corrida. O alemão bateu na traseira do carro do retardatário David Coulthard e ambos saíram. Julgando uma premeditação da McLaren para lhe tirar o título, Schumacher dirigiu-se em modos pouco amistosos ao boxe rival.

## Resumo

### Acidentes
O GP belga começou com Häkkinen pulando para a liderança, e depois da saída do grampo de La Source, na saída para a Eau Rouge, a curva mais veloz da pista, começou a confusão. Coulthard, que largara em segundo, bate, e outros doze carros entram numa reação em cadeia (além do escocês. Eddie Irvine, Alexander Wurz, Rubens Barrichello, Jos Verstappen, Johnny Herbert, Olivier Panis, Jarno Trulli, Mika Salo, Pedro Paulo Diniz, Toranosuke Takagi, Ricardo Rosset e Shinji Nakano). Apenas Häkkinen, Michael Schumacher, Hill, Fisichella, Ralf Schumacher, Frentzen, Villeneuve e Tuero não se envolveram no incidente. Dos 13 envolvidos, Barrichello, Rosset, Panis e Salo não largaram novamente por falta de carro-reserva.

### O entrevero entre Schumacher e Coulthard
A segunda largada não teve o mesmo acidente da primeira, porém, Häkkinen, após rodar e levar um toque de Johnny Herbert, deixa a prova. Na vigésima-quinta volta, Schumacher, que liderava a corrida, estava prestes a colocar uma volta em David Coulthard, mas sua Ferrari aquaplana e bate na traseira do McLaren do escocês. Com a Ferrari somente com três rodas, o então bicampeão leva o monoposto aos boxes, e, claramente irritado, sai em direção ao boxe da McLaren para tirar satisfações com Coulthard. Inconformado, o alemão disse que o escocês "era um assassino" por guiar em meio a uma chuva tão forte. Em 2003, Coulthard admitiu sua culpa no acidente, tendo dito que desacelerou com intuito de facilitar a ultrapassagem, porém no meio do traçado num momento de grande sprint, fato que propiciou o acidente.

### O acidente entre Fisichella e Nakano
Outro grave acidente envolveu o italiano Giancarlo Fisichella (Benetton-Playlife) e o japonês Shinji Nakano (Minardi-Ford), que andava em baixa velocidade. Fisico bateu violentamente contra o carro de Nakano, lembrando o acidente entre Schumacher e Coulthard. Nenhum deles se feriu, mas o carro do italiano teve um princípio de incêndio, rapidamente controlado.

## Classificação

### Treino oficial
| Pos.                      | Nº | Piloto                | Construtor          | Tempo    | Diferença |
| ------------------------- | -- | --------------------- | ------------------- | -------- | --------- |
| 1                         | 8  | Mika Häkkinen         | McLaren-Mercedes    | 1:48.682 | —         |
| 2                         | 7  | David Coulthard       | McLaren-Mercedes    | 1:48.845 | + 0.163   |
| 3                         | 9  | Damon Hill            | Jordan-Mugen/Honda  | 1:49.728 | + 1.046   |
| 4                         | 3  | Michael Schumacher    | Ferrari             | 1:50.027 | + 1.345   |
| 5                         | 4  | Eddie Irvine          | Ferrari             | 1:50.189 | + 1.507   |
| 6                         | 1  | Jacques Villeneuve    | Williams-Mecachrome | 1:50.204 | + 1.522   |
| 7                         | 5  | Giancarlo Fisichella  | Benetton-Playlife   | 1:50.462 | + 1.780   |
| 8                         | 10 | Ralf Schumacher       | Jordan-Mugen/Honda  | 1:50.501 | + 1.819   |
| 9                         | 2  | Heinz-Harald Frentzen | Williams-Mecachrome | 1:50.686 | + 2.004   |
| 10                        | 14 | Jean Alesi            | Sauber-Petronas     | 1:51.189 | + 2.507   |
| 11                        | 6  | Alexander Wurz        | Benetton-Playlife   | 1:51.648 | + 2.966   |
| 12                        | 15 | Johnny Herbert        | Sauber-Petronas     | 1:51.851 | + 3.169   |
| 13                        | 12 | Jarno Trulli          | Prost-Peugeot       | 1:52.572 | + 3.890   |
| 14                        | 18 | Rubens Barrichello    | Stewart-Ford        | 1:52.670 | + 3.988   |
| 15                        | 11 | Olivier Panis         | Prost-Peugeot       | 1:52.784 | + 4.102   |
| 16                        | 16 | Pedro Paulo Diniz     | Arrows              | 1:53.037 | + 4.355   |
| 17                        | 19 | Jos Verstappen        | Stewart-Ford        | 1:53.149 | + 4.467   |
| 18                        | 17 | Mika Salo             | Arrows              | 1:53.207 | + 4.525   |
| 19                        | 21 | Toranosuke Takagi     | Tyrrell-Ford        | 1:53.237 | + 4.555   |
| 20                        | 20 | Ricardo Rosset        | Tyrrell-Ford        | 1:54.850 | + 6.168   |
| 21                        | 22 | Shinji Nakano         | Minardi-Ford        | 1:55.084 | + 6.402   |
| 22                        | 23 | Esteban Tuero         | Minardi-Ford        | 1:55.520 | + 6.838   |
| Limite dos 107%: 1:56.290 |    |                       |                     |          |           |
| Fonte:                    |    |                       |                     |          |           |

### Corrida
| Pos.   | Nº | Piloto                | Construtor          | Voltas | Tempo/Diferença | Grid | Pontos     |
| ------ | -- | --------------------- | ------------------- | ------ | --------------- | ---- | ---------- |
| 1      | 9  | Damon Hill            | Jordan-Mugen/Honda  | 44     | 1:43:47.407     | 3    | 10         |
| 2      | 10 | Ralf Schumacher       | Jordan-Mugen/Honda  | 44     | + 0.932         | 8    | 6          |
| 3      | 14 | Jean Alesi            | Sauber-Petronas     | 44     | + 7.240         | 10   | 4          |
| 4      | 2  | Heinz-Harald Frentzen | Williams-Mecachrome | 44     | + 32.243        | 9    | 3          |
| 5      | 16 | Pedro Paulo Diniz     | Arrows              | 44     | + 51.682        | 16   | 2          |
| 6      | 12 | Jarno Trulli          | Prost-Peugeot       | 42     | + 2 voltas      | 13   | 1          |
| 7      | 7  | David Coulthard*      | McLaren-Mercedes    | 39     | + 5 voltas      | 2    |            |
| 8      | 22 | Shinji Nakano*        | Minardi-Ford        | 39     | + 5 voltas      | 21   |            |
| Ret    | 5  | Giancarlo Fisichella  | Benetton-Playlife   | 26     | Colisão         | 7    |            |
| Ret    | 3  | Michael Schumacher    | Ferrari             | 25     | Colisão         | 4    |            |
| Ret    | 4  | Eddie Irvine          | Ferrari             | 25     | Spun-off        | 5    |            |
| Ret    | 23 | Esteban Tuero         | Minardi-Ford        | 17     | Câmbio          | 22   |            |
| Ret    | 1  | Jacques Villeneuve    | Williams-Mecachrome | 16     | Spun-off        | 6    |            |
| Ret    | 21 | Toranosuke Takagi     | Tyrrell-Ford        | 10     | Spun-off        | 19   |            |
| Ret    | 19 | Jos Verstappen        | Stewart-Ford        | 8      | Motor           | 17   |            |
| Ret    | 8  | Mika Häkkinen         | McLaren-Mercedes    | 0      | Colisão         | 1    |            |
| Ret    | 6  | Alexander Wurz        | Benetton-Playlife   | 0      | Colisão*        | 11   |            |
| Ret    | 15 | Johnny Herbert        | Sauber-Petronas     | 0      | Colisão*        | 12   |            |
| DNS    | 18 | Rubens Barrichello    | Stewart-Ford        | 0      | Não relargou    | 15   | [ nota 2 ] |
| DNS    | 11 | Olivier Panis         | Prost-Peugeot       | 0      | Não relargou    | 14   | [ nota 2 ] |
| DNS    | 17 | Mika Salo             | Arrows              | 0      | Não relargou    | 18   | [ nota 2 ] |
| DNS    | 20 | Ricardo Rosset        | Tyrrell-Ford        | 0      | Não relargou    | 20   | [ nota 2 ] |
| Fonte: |    |                       |                     |        |                 |      |            |

## Tabela do campeonato após a corrida
| Pos. | Piloto             | Pontos |
| ---- | ------------------ | ------ |
| 1    | Mika Häkkinen      | 77     |
| 2    | Michael Schumacher | 70     |
| 3    | David Coulthard    | 48     |
| 4    | Eddie Irvine       | 32     |
| 5    | Jacques Villeneuve | 20     |

| Pos. | Construtor          | Pontos |
| ---- | ------------------- | ------ |
| 1    | McLaren-Mercedes    | 125    |
| 2    | Ferrari             | 102    |
| 3    | Williams-Mecachrome | 33     |
| 4    | Benetton-Playlife   | 32     |
| 5    | Jordan-Mugen/Honda  | 26     |

- Nota: Somente as primeiras cinco posições estão listadas.